# Шевалье, Ги
Ги Камиль Джеймс Шевалье-Ванье (фр. Guy Camille James Chevalier-Vanier; 5 декабря 1910, Санс — 27 октября 1965, Фонтенбло) — французский хоккеист на траве, защитник. Участник летних Олимпийских игр 1928, 1936 и 1948 годов.

## Биография
Ги Шевалье родился 5 декабря 1910 года во французском городе Санс.
Играл в хоккей на траве за «Лилль». В его составе трижды становился чемпионом Франции (1928, 1936, 1947).
4 апреля 1925 года в неполные 16 лет дебютировал в сборной Франции.
В 1928 году вошёл в состав сборной Франции по хоккею на траве на летних Олимпийских играх в Амстердаме, поделившей 5-6-е места. Играл на позиции защитника, провёл 3 матча, мячей не забивал.
В 1936 году вошёл в состав сборной Франции по хоккею на траве на летних Олимпийских играх в Берлине, занявшей 4-е место. Играл на позиции защитника, провёл 4 матча, мячей не забивал.
В 1948 году вошёл в состав сборной Франции по хоккею на траве на летних Олимпийских играх в Лондоне, поделившей 10-12-е места. Играл на позиции защитника, провёл 3 матча, мячей (по имеющимся данным) не забивал.
Умер 17 апреля 1949 года во французском городе Фонтенбло.